# Phapitreron leucotis
La tortora bruna guancebianche o tortora frugivora guancebianche  (Phapitreron leucotis Temminck, 1823) è un uccello della famiglia dei Columbidi diffuso nelle Filippine.

## Tassonomia
Comprende le seguenti sottospecie:
- P. l. leucotis (Temminck, 1823) - Catanduanes, Luzon, Mindoro;
- P. l. nigrorum (Sharpe, 1877) - Visayas occidentali;
- P. l. brevirostris (Tweeddale, 1877) - Visayas orientali, Mindanao;
- P. l. occipitalis (Salvadori, 1893) - Basilan, isole Sula.